# Fédération italienne de baseball et de softball
La Fédération italienne de baseball et de softball (Federazione Italiana Baseball Softball en italien - FIBS) est l'instance gérant le baseball et le softball en Italie. Actuellement présidé par Riccardo Fraccari, la FIBS fut fondée en 1950 et est membre de l'IBAF depuis 1976. En 2005, la FIBS comptait 484 clubs pour 65 000 joueurs.
La FIBS gère notamment le championnat d'Italie de baseball et l'équipe d'Italie de baseball.